# Mirosław Bulzacki
Mirosław Andrzej Bulzacki est un footballeur polonais né le 23 octobre 1951 à Łódź. Il évoluait au poste de défenseur.

## Biographie

### En équipe nationale
International polonais, il reçoit 23 sélections en équipe de Pologne de 1973 à 1975.
Il joue son premier match en équipe nationale le 13 mai 1973, en amical contre la Yougoslavie. Son dernier match en équipe nationale est un match contre les Pays-Bas le 15 octobre 1975, dans le cadre des éliminatoires de l'Euro 1976.
Il fait partie du groupe polonais qui se classe troisième de la Coupe du monde 1974. Il ne joue aucun match lors de la phase finale de la compétition. Il joue toutefois trois matchs comptant pour les tours préliminaires de ce mondial, lors de l'année 1973.